# Домициан (епископ Женевы)
Домициан (лат. Domitianus; V век) — епископ Женевы в конце V века.

## Биография
Домициан — один из глав Женевской епархии, упоминания о которых отсутствуют в средневековых списках местных епископов (например, в наиболее раннем из сохранившихся каталогов, созданном в XI веке при епископе Фредерике), но которые зафиксированы в раннесредневековых исторических источниках.
О происхождении и ранних годах жизни Домициана сведений не сохранилось. Также точно не установлено, когда он взошёл на епископскую кафедру в Женеве. Предыдущим достоверно известным главой Женевской епархии был живший в 470-х годах Теопласт.
В средневековых агиографических сочинениях Домициан (наряду с епископами Гратом Аостским и Протасием I Сьонским) назван одним из тех иерархов Римской Галлии, которые активно способствовали распространению в своих епархиях культа святых воинов Фиваидского легиона.
При Домициане Женевская епархия входила в состав королевства бургундов, правители которого были арианами. Однако к концу V века среди членов королевской семьи уже стали появляться персоны или симпатизировавшие, или даже исповедовавшие ортодоксальное христианство. Среди таких лиц были принц Сигизмунд, его мать Каретена и двоюродная сестра Седелевба, а также жена короля Годегизеля Теуделинда. Из них последние две основали в Женеве и её окрестностях несколько церквей, освящённых в честь воинов Фиваидского легиона (в том числе святых Урса и Виктора Золотурнских). В средневековых сочинениях, посвящённых почитавшимся в аббатстве Святого Маврикия святым, сообщается, что Домициан совместно с Протасием I Сьонским обрёл реликвии Иннокентия Фиваидского, а также перенёс из Золотурна в построенную в Женеве заботами Седелевбы церковь мощи Виктора Золотурнского. Точные даты этих событий не установлены.
Дата смерти Домициана неизвестна. Высказываются предположения, что он мог скончаться или около 490 года, или около 500 года, или даже немного позже. В любом случае, Домициан умер не позднее 512 или 513 года, когда новым главой Женевской епархии был избран Максим.

## Комментарии
1. ↑  Седелевба — старшая дочь короля бургундов Хильперика II. Так она названа в «Хронике» Фредегара и источниках, связанных с аббатством Святого Маврикия в Агоне. Григорию Турскому эта персона была известна под её монашеским именем Крона (или Хрона)[2][9].